# 劉昭 (都督同知)
劉昭（？—？），滁州全椒人，明朝軍事人物。

## 生平
歷升右都督府同知，永樂五年（1407年）鎮守河州，與朵甘、烏思藏興建驛站，號令嚴明，番夷畏服。宣德二年，討平松潘賊寇。累進都督同知，移防至西寧。又鎮守河州，兼轄西寧，“在镇三十余年，居民安堵，创修之功居多，后莫能及”。大約卒於宜德年間，葬於今臨夏縣民主鄉李家坪村園頭窪南側山灣處，為著名古墓。